# Szibériai garnizon
A Szibériai garnizon Markovits Rodion 1928-ban megjelent − a Švejk és a Nyugaton a helyzet változatlan mellett, azokkal egyenértékű, szinte azonnal világsikert arató – világháborús regénye.

## Történet
A Szibériai garnizonnak nincs története. A Szibériai garnizonnak történetei vannak. Több száz.
A könyv szerzője által átélt történeteket elmesélő főszereplője orosz hadifogságba esett az első világháború legelején, mert miközben elküldték egy zsák zsömléért, és visszatért, már az oroszoknál volt a front adott része.
Markovits Rodionnak könyvében sikerült rögzítenie mély, emberséges, együttérző humorral ábrázolt történeteit, melyeket a Keleti Újság hirdetményében közzétett több száz volt hadifogoly mesélt neki el orosz lágerélményekről. Eleinte a hadifogság szinte nyaralásnak tűnt: a tisztek fizetést kaptak, kimehettek, vásárolhattak. A barakkokba szervezett tiszti gyűlések szervezték meg a foglyok életét. Az élelmiszereket, szeretetcsomagokat szétosztották. Büntettek és igazságot szolgáltattak. Mire átment velük a vonat Európából Ázsiába, a jobb jövő érdekében már rendesen, önhatalmúlag előléptették egymást.
Markovits megfigyelte a privilégiumokat, protekció lehetőségét, a korrupciót, az ostoba kicsinyességet, az antiszemita hangulatkeltéseket is a lágeréletben. Látta a különbségtételt diplomások és nem diplomások, tisztek és legénység között. De még a tisztek között sem volt egyenlőség: őrnagytól felfelé jobb volt még az ellátás is.
Ahogy teltek a táborban az évek, az élet egyre vészjóslóbbá vált, és lassan átalakult a tábori társadalom is. A tiszteket áthelyezték az Amur egyik mellékfolyójának közelében található szibériai táborba. A kényszeres semmittevésre ítélt emberek idegei lassan felőrlődtek. Közeledett az orosz forradalom, amit az jelzett, hogy egyre rosszabb lett az ellátmány. Az őrök gorombák lettek, illetve leléptek. Egy deklasszált kisnemes átment Kínába, családot alapított, és boldog kínai paraszttá lett.
Már a lazacot is utálta mindenki. Az Amur mellett a disznóhúsnak is halíze volt.
A „kollektív riportregény” 14 nyelven jelent meg. Folytatásokban közölte a berlini Vossische Zeitung és a londoni Daily Mail. Éppúgy lelkesedtek érte az Egyesült Államokban, mint Kínában, odavolt érte Kosztolányi Dezső és Karinthy Frigyes.